# Barrio de Totolopan
Barrio de Totolopan, även Ejido de Totolopan, är en ort i Mexiko, tillhörande kommunen Aculco i den nordvästra delen av delstaten Mexiko, i den centrala delen av landet. Orten hade 331 invånare vid folkräkningen 2010.